# Associazione Culturale Sportiva Delfino 1993-1994
Questa voce raccoglie le informazioni riguardanti l'Associazione Culturale Sportiva Delfino nelle competizioni ufficiali della stagione 1993-1994.

## Rosa
Rosa aggiornata alla fine della stagione.
| N. |                      | Ruolo | Calciatrice          |
| -- | -------------------- | ----- | -------------------- |
|    | Italia (bandiera)    | P     | Natascia Agus        |
|    | Danimarca (bandiera) | A     | Susanne Augustesen   |
|    | Danimarca (bandiera) | D     | Ulla Bastrup         |
|    | Italia (bandiera)    | C     | Eleonora Brambilla   |
|    | Italia (bandiera)    | A     | Stefania Cardia      |
|    | Italia (bandiera)    | A     | Simona Caponi        |
|    | Italia (bandiera)    | P     | Antonietta Gargano   |
|    | Italia (bandiera)    | C     | Nazzarena Grilli     |
|    | Italia (bandiera)    | C     | Maria Bonaria Laconi |
|    | Italia (bandiera)    | A     | Romina Lepori        |

| N. |                   | Ruolo | Calciatrice       |
| -- | ----------------- | ----- | ----------------- |
|    | Italia (bandiera) | D     | Adele Madau       |
|    | Italia (bandiera) | C     | Barbara Masala    |
|    | Italia (bandiera) | D     | Maria Maurini     |
|    | Italia (bandiera) | A     | Ombretta Piras    |
|    | Italia (bandiera) | D     | Mariella Pusceddu |
|    | Italia (bandiera) | C     | Elisabetta Secci  |
|    | Italia (bandiera) | C     | Serra             |
|    | Italia (bandiera) | A     | Bruna Tinti       |
|    | Italia (bandiera) | D     | Anna Vistosu      |